# Katzwang

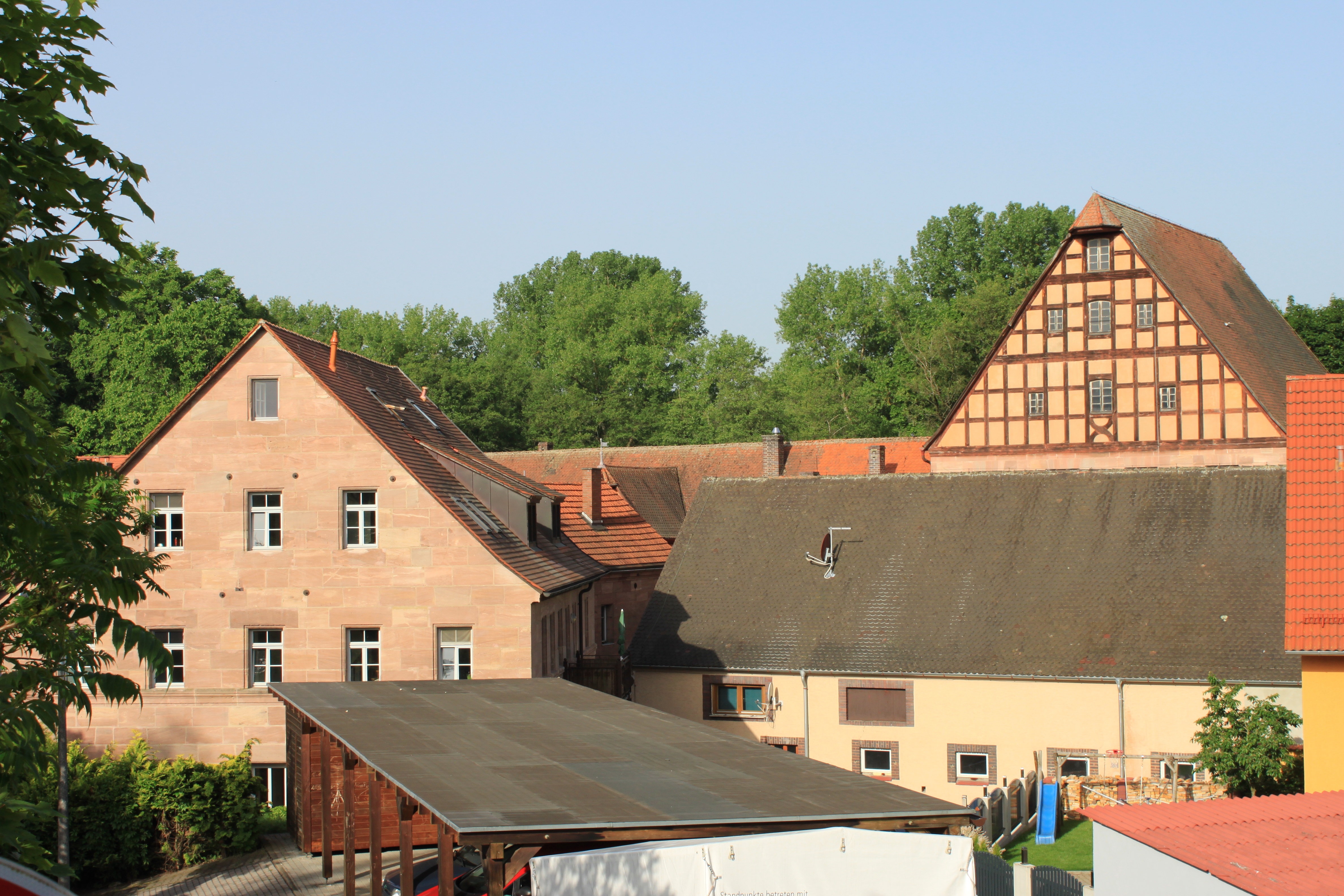
Ehemaliges Hammerwerk

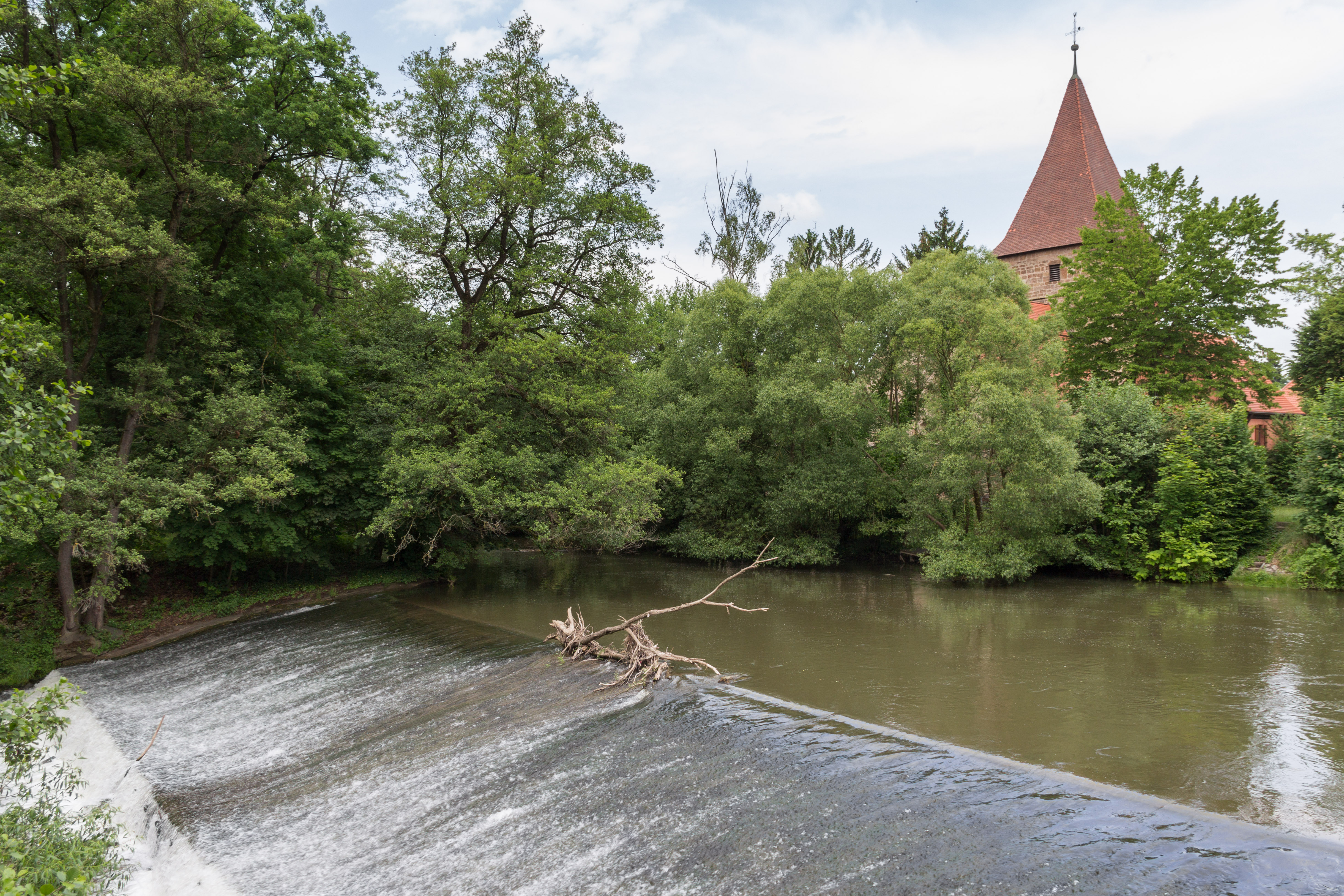
Das Rednitzwehr, im Hintergrund die Evangelische Pfarrkirche

Katzwang (fränkisch: Kohdsba) ist ein Gemeindeteil der kreisfreien Stadt Nürnberg (Mittelfranken, Bayern).

## Geographie

### Lage
Der Stadtteil erstreckt sich im äußersten Süden des Stadtgebietes im statistischen Bezirk 48 zwischen der von Süd nach Nord fließenden Rednitz und dem ebenfalls südnördlich verlaufenden Main-Donau-Kanal. Im Westen und Süden Katzwangs verläuft die Nürnberger Stadtgrenze.

### Nachbarorte
Nördlich von Katzwang liegt der Nürnberger Stadtteil Reichelsdorf, östlich des Main-Donau-Kanals befinden sich der Rote Bühl, Gaulnhofen, Weiherhaus sowie Greuth und Kornburg, zu denen durch drei Brücken über den Main-Donau-Kanal eine direkte Straßenverbindung besteht. Im Süden bzw. Südosten liegt Neuses, ein Ortsteil von Wendelstein im Landkreis Roth, im Westen das Gebiet der Stadt Schwabach mit den Stadtteilen Limbach und Wolkersdorf.

### Stadtgliederung
Der Stadtteil besteht aus den vier Stadtdistrikten 482 Reichelsdorfer Keller und 483 Neukatzwang im Norden sowie dem südlichen 484 (Alt-)Katzwang (Neuseser Straße) und 485 Katzwang (Wolkersdorfer Straße) im Westen.

## Geschichte
Katzwang wurde erstmals urkundlich 1152 erwähnt. Das Grundwort des Ortsnamens wang bedeutet Feuchtwiese, das Bestimmungswort katz Weidengebüsch, wurde aber später als Katze umgedeutet (siehe #Gemeindewappen).
Im Jahr 1287 gewährte Bischof Emicho von Freising, Wildgraf von Wittelsbach einen Ablass für den Kirchen- und Brückenbau. Der Rednitzübergang zwischen Nürnberg und Schwabach hatte strategische Bedeutung. Durch Zahlungen von Kirchenbußen konnten heimische Zisterziensermönche eine steinerne Kirche bauen lassen. Weitere Ablassbriefe folgten, unter anderem im Mai 1301, als Bischof Konrad von Eichstätt einen dritten zeichnete. Die in diesem Zusammenhang erwähnenswerte Brücke an der ehemaligen Rednitzfurt verband Nürnberg mit Weißenburg. Eine andere bedeutende Handelsstraße führte von Ansbach über Schwabach nach Altdorf, möglicherweise über dieselbe Brücke. Letzteres ist historisch aber nicht gesichert. Im Jahr 1296 wurde das bis dahin zum Kloster Ellwangen gehörende Katzwang an das Kloster Ebrach verkauft. Wiederholt wurde der Ort von Seuchen heimgesucht; 1562 starben 217 Personen an Pest, Ruhr und Cholera. Weitere Seuchenwellen gab es 1575 mit 128 Toten und 1606 mit 168 Toten.
Während des Dreißigjährigen Krieges verzeichnete das Kirchenbuch 60 Truppendurchzüge, unter denen das Dorf zu leiden hatte. Vom 18. Juli bis 22. September 1632 lagerten die Truppen von Wallenstein und Gustav Adolf bei Zirndorf bzw. bei Nürnberg. Im Zuge dieser Kampfhandlungen wurde Katzwang vollkommen zerstört, nur die Kirche und das Pfarrhaus blieben stehen. Erst um 1646 siedelten sich neue Bürger in Katzwang an; dabei handelte es sich hauptsächlich um österreichische Exulanten, die wegen des Edikts von Kaiser Ferdinand II. wegen ihres evangelischen Glaubens Österreich verlassen mussten.
Gegen Ende des 18. Jahrhunderts bestand Katzwang aus 42 Anwesen (7 Ganzhöfe, 2 Dreiviertelhöfe, 1 Zweidrittelhof, 3 Halbhöfe, 2 Köblergüter, 2 Gütlein, 1 Tafernwirtschafts-Halbhof, 1 Tafernwirtschaftsgut, 1 Tafernwirtschaftsgütlein, 15 Leerhäuser, 1 Schmiedgütlein, 1 Mahlmühle, 1 Drahtfabrik mit 2 Leerhäusern, 1 Eisenhammer mit 1 Leerhaus) und einem Gemeindehirtenhaus. Das Hochgericht übte das brandenburg-ansbachische Oberamt Schwabach aus. Die Dorf- und Gemeindeherrschaft sowie die Grundherrschaft über sämtliche Anwesen hatte das Amt Katzwang des Klosters Ebrach, bei einem Leerhaus mittelbar für die Kirche Katzwang. Ein Amtsknechthaus unterstand dem Kloster Ebrach direkt, die Schule, das Hirtenhaus und ein Gut gehörten der Gemeinde, Pfarrhof und Pfarrkirche gehörten der Kirche. Es gab 36 Untertansfamilien.
Von 1797 bis 1808 unterstand Katzwang dem Justiz- und Kammeramt Schwabach. 1806 kam der Ort an das Königreich Bayern. Im Rahmen des Gemeindeedikts wurde 1808 der Steuerdistrikt Katzwang gebildet. Zu diesem gehörten Greuth, Limbach, Nasbach und Penzendorf. 1818 entstand die Ruralgemeinde Katzwang, zu der Greuth gehörte. Sie war in Verwaltung und Gerichtsbarkeit dem Landgericht Schwabach zugeordnet und in der Finanzverwaltung dem Rentamt Schwabach (1919 in Finanzamt Schwabach umbenannt). Ab 1862 gehörte Katzwang zum Bezirksamt Schwabach (1939 in Landkreis Schwabach umbenannt). Die Gerichtsbarkeit blieb beim Landgericht Schwabach (1879 in Amtsgericht Schwabach umbenannt). Neukatzwang und Reichelsdorfer Keller entstanden erst später auf dem Gemeindegebiet. 1964 hatte die Gemeinde eine Gebietsfläche von 7,756 km².
Im Zuge der Gebietsreform in Bayern erfolgte am 1. Juli 1972 die Eingemeindung nach Nürnberg.
Bei den Bauarbeiten zum Main-Donau-Kanal kam es am 26. März 1979 zu einem Dammbruch. Aus dem noch im Bau befindlichen, aber bereits gefluteten Teilstück des Kanals strömten etwa 800 Millionen Liter Wasser aus und überfluteten weite Teile des alten Ortskerns. 120 Häuser wurden beschädigt, ein 12-jähriges Mädchen kam ums Leben. Der Sachschaden betrug 12 Millionen D-Mark.

### Einwohnerentwicklung
Gemeinde Katzwang
| Jahr      | 1818   | 1840   | 1852   | 1855   | 1861   | 1867   | 1871   | 1875   | 1880   | 1885   | 1890   | 1895   | 1900   | 1905   | 1910   | 1919   | 1925   | 1933   | 1939   | 1946   | 1950   | 1952   | 1961  | 1970   |
| Einwohner | 493    | 558    | 638    | 656    | 619    | 605    | 618    | 631    | 656    | 676    | 677    | 727    | 744    | 778    | 835    | 891    | 1030   | 1569   | 2160   | 3126   | 3314   | 3506   | 4239  | 6423   |
| Häuser    | 60     | 75     |        |        |        |        | 84     |        |        | 84     | 91     |        | 90     |        |        |        | 156    |        |        |        | 460    |        | 781   |        |
| Quelle    | [ 15 ] | [ 16 ] | [ 17 ] | [ 17 ] | [ 18 ] | [ 19 ] | [ 20 ] | [ 21 ] | [ 22 ] | [ 23 ] | [ 24 ] | [ 17 ] | [ 25 ] | [ 17 ] | [ 26 ] | [ 17 ] | [ 27 ] | [ 17 ] | [ 17 ] | [ 17 ] | [ 28 ] | [ 17 ] | [ 9 ] | [ 29 ] |

Ort Katzwang
| Jahr      | 001818 | 001840 | 001861 | 001871 | 001885 | 001900 | 001925 | 001950 | 001961 | 001970 | 001987 |
| Einwohner | 447    | 513    | 574    | 568    | 675    | 705    | 991    | 1893   | 2492   | 3127   | *8736  |
| Häuser    | 53     | 68     |        |        | 77     | 83     | 149    | 250    | 429    |        | *2200  |
| Quelle    | [ 15 ] | [ 16 ] | [ 18 ] | [ 20 ] | [ 23 ] | [ 25 ] | [ 27 ] | [ 28 ] | [ 9 ]  | [ 29 ] | [ 30 ] |

## Religion

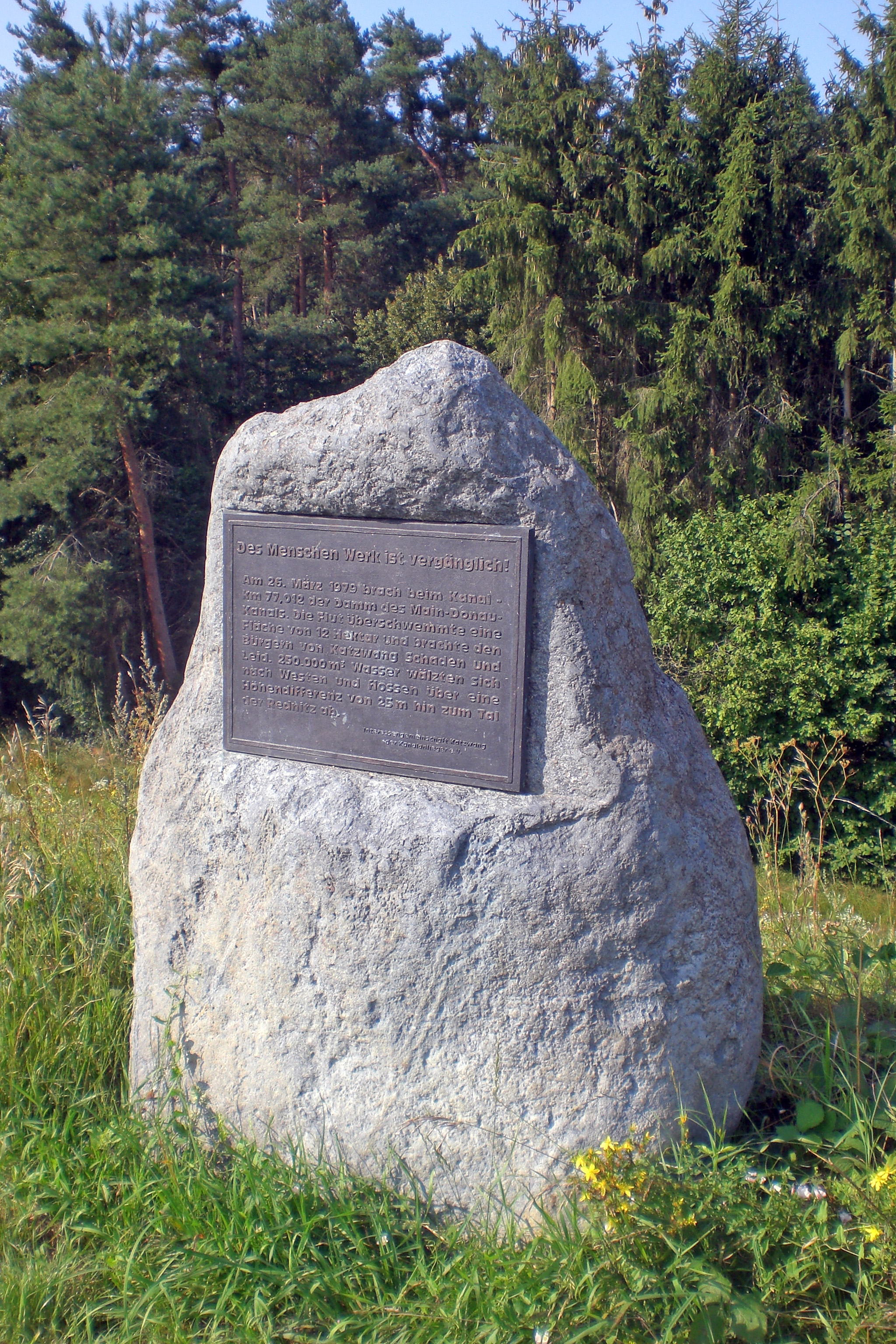
Gedenkstein zum Dammbruch im Main-Donau-Kanal bei Katzwang (2024)

Die Katzwanger traten 1527 offiziell zur Lehre Martin Luthers über. Seitdem ist die alte Kirche „Unsere Liebe Frau“ evangelisch-lutherisch. Trotzdem gehörte Katzwang bis 1803 als Klostergut zum Zisterzienserkloster Ebrach im Steigerwald. Erst durch die Säkularisation verlor Ebrach das Patronatsrecht. Die heutige evangelische Kirchengemeinde Katzwang zählt rund 4000 Mitglieder. Im Jahr 1875 gab es wieder 28 Katholiken im Dorf. Das brachte die Gründung einer Kuratie mit sich, die von der Pfarrei Schwabach verwaltet wurde. Bis 1936 wuchs die katholische Gemeinde auf 283 Mitglieder an, weshalb eine kleine Holzkirche gebaut wurde. Nach dem Zweiten Weltkrieg kamen viele katholische Vertriebene nach Katzwang. Dadurch stieg die Zahl der Katholiken bis 1956 auf 2.200 an, weshalb in diesem Jahr wieder eine Pfarrei in Katzwang eingerichtet wurde. 1969 weihte die Gemeinde die heutige Kirche „Mariä Aufnahme in den Himmel“ am Stadtweg ein. Anfang des 21. Jahrhunderts zählt die Gemeinde rund 3.200 Mitglieder.

## Politik

### Ortssprecher und Verwaltung
Nachdem bei der Kommunalwahl 2008 keiner der Katzwanger Kandidaten in den Stadtrat einziehen konnte, wählten die Katzwanger Bürger der Gemeindeordnung einen Ortssprecher, der die Interessen Katzwangs als eingemeindeter Stadtteil im Stadtrat vertreten soll. Gewählt wurde mit 53,4 % der abgegebenen Stimmen der Vorsitzende des Katzwanger Bürgervereins, Hans Mitterreiter. Sein Gegenkandidat, Werner Reindl von der CSU, erhielt 46,3 %. Im alten Katzwanger Rathaus an der Hans-Traut-Straße befindet sich das Bürgeramt Süd, eines der drei nach der Gebietsreform in Nürnberg eingerichteten Bürgerämter. Diese Außenstellen der Stadtverwaltung bieten den Bürgern der jeweils umliegenden Stadtteile alle Dienstleistungen eines normalen Rathauses an, wie beispielsweise Kfz-Zulassung, Einwohnermeldewesen und Standesamt.

### Gemeindewappen
Die Gemeinde bemühte sich bereits 1939 um die Verleihung eines Wappens, allerdings kamen diese Bemühungen durch den Ausbruch des Zweiten Weltkrieges zum Erliegen. Im Jahr 1951 stellte der Gemeinderat einen Antrag zur Wappenverleihung beim Bayerischen Staatsministerium des Inneren, der auch wenige Wochen nach Antragstellung genehmigt wurde. Der Bischofsstab im Wappen geht auf Kloster Ebrach zurück, welches einen starken Einfluss auf die Region gehabt haben muss. Der Ursprung der Katze im Wappen lässt sich nicht mehr eindeutig klären. Der Gemeindename wird im heutigen Wappen bildlich wiedergegeben: die Katze für „katz-“ und eine grüne, nasse Wiese für „-wang“ („-wang“ bedeutet hier so viel wie „Wiese am Hang“).

## Verkehr
Der Bahnhof Katzwang wird von der S-Bahn Nürnberg bedient. Die Staatsstraße 2407 führt den Main-Donau-Kanal überbrückend nach Kornburg (3 km östlich) bzw. nach Reichelsdorf zur Bundesstraße 2 (3,6 km nordwestlich). Die Kreisstraße N 1 führt nach Gaulnhofen (2,2 km nordöstlich). Eine Gemeindeverbindungsstraße führt nach Limbach (1,4 km südwestlich).

## Kultur und Sehenswürdigkeiten

### Bauwerke

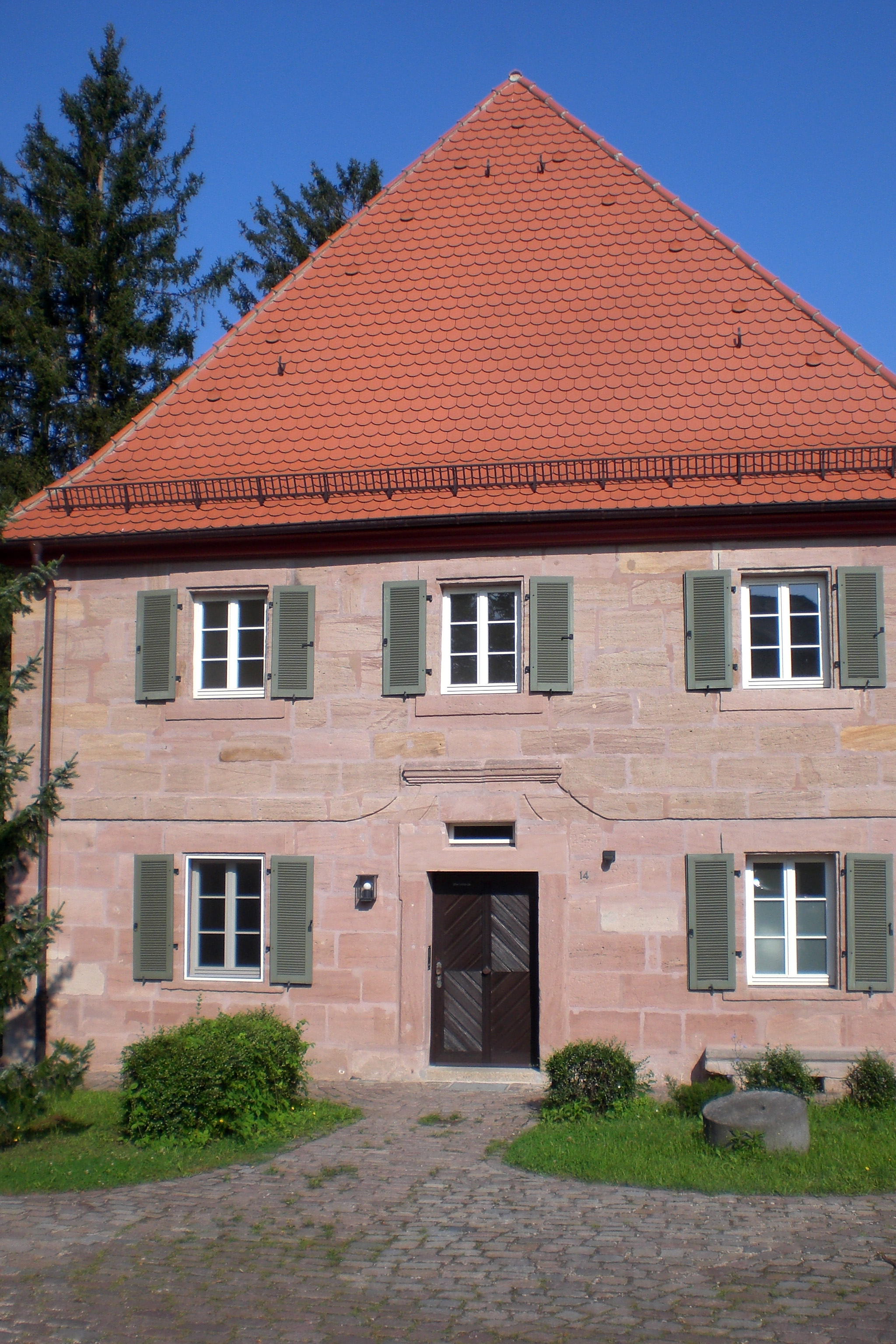
Pfarrhaus (2024)

Der dörfliche Charakter Katzwangs ist hinter der typischen Vorortbebauung weitgehend verschwunden. Lediglich um die alte Pfarrkirche „Unsere Liebe Frau“ ist die mittelalterliche Bebauung noch sichtbar. Neben der 1287 erstmals erwähnten Wehrkirche Katzwang gibt es heute noch einen Karner aus dem 14. Jahrhundert. Daneben stehen mit dem alten Pfarrhaus aus dem 17. Jahrhundert und dem Schulhaus von 1888 noch zwei Walmdachbauten. Ebenfalls erhalten ist ein altes Hammerwerk. In der evangelischen Pfarrkirche findet sich unter anderem der etwa 500 Jahre alte Marienaltar, geschaffen von dem in Nürnberg eingebürgerten Hans Traut von Speyer. Weitere Kunstwerke in der Kirche sind in den Jahren um 1500 entstanden: Wandfresken, der Leonhardsaltar, die Auferstehungstafeln, das Sakramentshaus und das wohl wertvollste Kunstwerk, der lebensgroße Kruzifixus von Veit Wirsberger.

### Sport
Am 21. Mai 1905 gründeten Arbeiter den Arbeiter-Turnverein Katzwang, der heute als Turn- und Sportverein Katzwang 1905 e. V. firmiert. 1909 wurde eine Fußballabteilung gegründet, deren erste Herrenmannschaft als größte Erfolge den mittelfränkischen Pokalsieg 1937 sowie von 1992 bis 1995 die Zugehörigkeit zur fünfthöchsten Spielklasse, der Landesliga, verzeichnet. Aus der Leichtathletikabteilung ist der Ultraläufer Hans Reich bekannt. Er hielt lange Zeit den Weltrekord im 200-km-Lauf. 2005 war er in der Altersklasse 55 immer noch Weltrekordhalter im 100-km-Lauf sowie über 50 Meilen. Beide Bestzeiten hatte er 1992 erzielt. Die bekannteste Vertreterin des Vereins ist jedoch seit den Olympischen Spielen 2004 in Athen die Schwimmerin Daniela Götz, nachdem sie dort mit der Staffel über 4 × 100 m Lagen die Bronzemedaille gewonnen hatte. Nach diesem Erfolg wechselte sie wegen der besseren Perspektive jedoch zur SSG 81 Erlangen.

### Bildung
Bereits 1650 wird erstmals ein Schulmeister angestellt. Im Jahr 1712 wird der Bau eines Schulhauses erwähnt. Neubauten erfolgen 1888 und ab 1951. Im Jahr 2003 wurden an der Grund- und Hauptschule Nürnberg-Katzwang (Klassen 1 bis 9) 333 Schüler unterrichtet.

## Persönlichkeiten
- Ferdinand Wenauer, ehemaliger Spieler des 1. FC Nürnberg (im Verein seit 1954; Bundesligaspieler 1963–1969) und deutscher Meister 1961 und 1968, lebte in Katzwang und war Trainer der ersten Mannschaft des TSV Katzwang.
- Neben ihm haben immer wieder Spieler des 1. FC Nürnberg in Katzwang gewohnt, so zum Beispiel Reinhard Adelmann (Bundesligaspieler 1966–1967), Wolfgang Frank (im Verein 1980–1982), David Jarolim (im Verein 2000–2003) oder Christian Eigler (im Verein 1993–2000 (Jugend) und 2008–2012).
- Michael Wolfinger, Fachbuchautor und Pionier der Aquaristik, insbesondere im Bereich der Süßwassergarnelen und Malawiseecichliden